# CM (München)
CM is een Duits historisch merk van motorfietsen.
De bedrijfsnaam was: Carl Metzger Motorradbau, München
Carl Metzger was een van de vele producenten die in het Duitsland van na de Eerste Wereldoorlog lichte en goedkope motorfietsjes gingen maken. Daarvoor gebruikte hij eigen frames, maar de 110cc-tweetaktmotoren kocht hij in bij Fritz Cockerell, wiens bedrijf eveneens in München gevestigd was. De motorfietsjes werden geen succes: de productie, die in 1921 gestart was, werd al in 1923 beëindigd.